# قاسم زامل (كرخة)
قاسم زامل (بالفارسية: قاسم‌زامل) هي قرية تقع في إيران في قسم كرخة الريفي. يقدر عدد سكانها بـ 586 نسمة بحسب إحصاء 2016.